# Джон Тошак
Джон Бенжамин Тошак (на английски: John Benjamin Toshack) е бивш уелски футболист и настоящ треньор по футбол.
Като състезател на Ливърпул през 70-те години си партнира в нападение с друга клубна легенда – Кевин Кийгън.

## Състезателна кариера
Джон Тошак прави име като нападател в родния си клуб Кардиф Сити, с когото подписва професионален договор на 17-ия си рожден ден през март 1966 година. Носи екипа на клуба в продължение на четири години, като записва 162 шампионатни срещи и отбелязва 75 гола.

### Ливърпул
През ноември 1970 г. Бил Шенкли го привлича в Ливърпул за впечатляващата в ония години сума в размер на 110 000 британски лири. Още във втория си мач отбелязва изравнителното попадение в „дербито“ на „мърсисайдци“ срещу Евертън. През сезон 1972-73 печели шампионската титла на Англия, както и Купата на УЕФА.
През 1974 г. Шанкли напуска и новият треньор Боб Пейсли продължава да разчита в атака на Тошак. Почелят шампионската титла на Англия и Купата на УЕФА през сезон 1975-76, а Тошак изиграва 50 мача във всичките турнири и отбелязва 20 гола, от които хеттрик срещу ФК Хибърниън. Носи победата и на Камп Ноу в полуфинала при гостуването на Барселона.
Следващия сезон се оказва още по-добър, като през него Ливърпул отново е шампион, печели за първи път Купата на европейските шампиони, играе и финал за Купата на Англия, като пропуска да направи требъл.
През сезон 1977-78 клубът защитава спечелената през предната година КЕШ, но Тошак участва едва в началото на турнира в мач срещу Динамо Дрезден и пропуска остатъка от сезона поради контузия.
През 2006 година клубния сайт на Ливърпул пуска анкета за 100-те най-велики футболисти насили екипа на „мърсисайдци“. Хиляди фенове на клуба от цял свят гласуват и поставят под №34 Джон Тошак.

## Национален отбор
За Националния отбор на Уелс изиграва 40 срещи в които отбелязва 13 гола, включително и хеттрик за победата с 3:0 над Шотландия играна на 19 май 1979 година.

## Треньорска кариера
След претърпяната контузия Тошак губи титулярното си място в Ливърпул и след изиграни едва 4 мача в последния си сезон решава да се завърне в родината си и в продължение на шест години е играещ мениджър на Суонзи Сити, като успява да класира отбора от четвърта в първа дивизия. На 3 октомври 1981 г. се завръща на Анфийлд където води отбора си срещу домакините в мач посветен в памет на откривателят му за големия футбол Бил Шенкли. По време на едноминутното мълчание Тошак печели овациите на публиката като съблича анцуга на Суонси и остава по екип на Ливърпул със своето име на гърба.

## Успехи

### Като състезател
Кардиф Сити
- Купа на Уелс (3) 1966–67, 1967–68, 1968–69

 Ливърпул
- Първа английска дивизия (3): 1972–73, 1975–76, 1976–77
- ФА Къп (1): 1973–74
- Къмюнити Шийлд (1): 1976
- Купа на европейските шампиони (1): 1976–77
- Купа на УЕФА (2): 1972–73, 1975–76
- Суперкупа на УЕФА (1): 1977

### Като играещ треньор
Суонзи Сити
- Купа на Уелс (3): 1980–81, 1981–82, 1982–83

### Като треньор
Реал Сосиедад
- Купа на Краля (1): 1986–87

 Реал Мадрид
- Примера дивисион (1): 1989–90

 Депортиво Ла Коруня
- Суперкопа де Еспаня (1): 1995

 Бешикташ
- Купа на Турция (1): 1997–98

### Лични
- Награда на най-добър треньор на годината в Примера дивисион (2): 1989, 1990
- Орден на Британската империя